# Apertium
Apertium — платформа машинного перевода, которая разрабатывается при финансировании со стороны правительств Испании и Каталонии в Университете Аликанте (Universitat d’Alacant). Это свободное программное обеспечение, которое бесплатно издаётся разработчиками в соответствии с условиями GNU GPL.
Apertium является системой машинного перевода, которая использует конечные преобразователи для всех своих лексических трансформаций, а также скрытые модели Маркова для выделения частей речи или устранения противоречий в категориях слов.

## Языки
Apertium возникла как инструмент машинного перевода в рамках проекта OpenTrad и первоначально была предназначена для перевода между родственными языками, однако недавно её возможности были расширены для охвата более несхожих языковых пар. Для создания новой системы автоматического перевода необходимо всего лишь разработать лингвистическую базу (словари, правила) в чётко указанных форматах XML.
Языковые данные, разработанные для данной программы (в сотрудничестве с Universidade de Vigo, Universitat Politècnica de Catalunya и Universitat Pompeu Fabra), в настоящее время поддерживают романские языки Испании, испанский (кастильский), каталонский, галисийский и окситанский, а также английский, португальский, французский, румынский и эсперанто.
В таблице ниже показаны существующие базы перевода и их последние версии (по состоянию на 2009 год). Многие[уточнить] базы поддерживают перевод в двух направлениях; данная таблица указывает только одно из них, используйте сортировку таблицы для поиска всех языков.
| Я1 | Я2 | В.    | Дата       |
| -- | -- | ----- | ---------- |
| br | fr | 0.1.0 | 2009-05-22 |
| cy | en | 0.1.0 | 2008-08-01 |
| en | ca | 0.8.9 | 2009-03-27 |
| en | es | 0.6   | 2008-03-19 |
| en | gl | 0.5.1 | 2008-11-19 |
| eo | ca | 0.9.1 | 2009-06-04 |
| eo | en | 0.9.8 | 2009-05-07 |
| eo | es | 0.9.0 | 2009-02-15 |
| es | ca | 1.1.0 | 2009-03-01 |
| es | gl | 1.0.7 | 2009-03-12 |
| es | pt | 1.0.3 | 2007-10-03 |
| es | ro | 0.7.1 | 2007-10-11 |
| eu | es | 0.3.1 | 2009-04-24 |
| fr | ca | 1.0.2 | 2009-03-12 |
| fr | es | 0.9.0 | 2009-03-02 |
| nn | nb | 0.6.0 | 2009-08-18 |
| oc | ca | 1.0.2 | 2006-12-22 |
| oc | es | 1.0.5 | 2008-07-21 |
| pt | ca | 0.8.1 | 2009-03-04 |
| pt | gl | 0.9.1 | 2009-03-03 |

## Использование
Apertium, в частности, применяется фондом Wikimedia для разработки средств перевода статей Википедии.